# Filmstudio
Een filmstudio of filmatelier is in nauwe zin een gebouw waar films worden opgenomen en/of vanwaaruit films worden gedistribueerd. In brede zin (met name in Anglosaksische context) verwijst het naar een filmproductiemaatschappij inclusief alle gebouwen (soundstages) en terreinen (backlots) die een dergelijke maatschappij gebruikt voor het maken van films. Dit is een gevolg van het feit dat de belangrijkste filmproductiemaatschappijen van Hollywood tijdens de 'gouden eeuw' van de Amerikaanse cinema van de late jaren 1920 tot de late jaren 1940 hun eigen filmstudio's bezaten. Later verdween deze situatie echter grotendeels en ook elders ter wereld is dit vaak het geval.

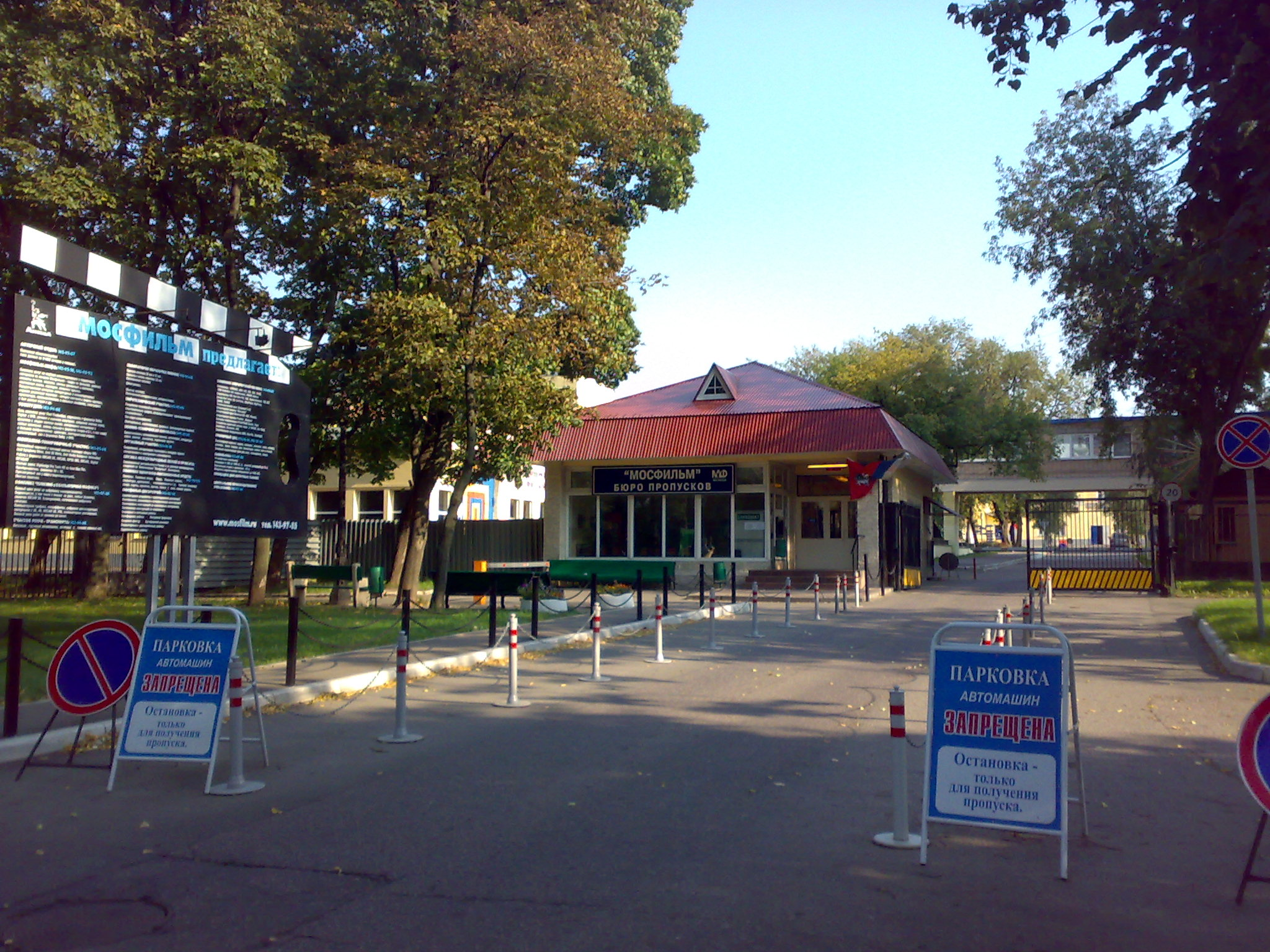
Ingang naar de filmstudio van Mosfilm in Moskou